# Минский парад Победы (2020)
Минский парад Победы 9 мая 2020 года вошёл в историю тем, что это был один из двух на постсоветском пространстве военных парадов по случаю 75-летия Победы в Великой Отечественной войне в условиях пандемии COVID-19 (второй парад был проведён в столице Туркмении, городе Ашхабаде). Парад принимал президент Республики Беларусь Александр Лукашенко. В своей речи он подчеркнул, что даже в условиях пандемии нельзя изменить традициям, назвав парад «священным действом», а белорусов — «наследниками Победы».
Всего в параде на проспекте Победителей приняли участие около 3 тыс. военнослужащих, пограничники, спасатели, сотрудники МВД. Также по центру Минска проехала военная техника (в том числе и танки Т-34-85, Т-72Б3, БТР-80, РСЗО Полонез), а в воздушной части парада были задействованы 36 самолётов (в том числе Су-30, Су-25, МиГ-29) и вертолётов (Ми-24).
Среди почётных гостей парада были ветераны Великой Отечественной войны, а также послы России, Китая, КНДР, Вьетнама, Венесуэлы, Венгрии, Сербии, Словакии и Турции. Представитель Евросоюза Дирк Шубель отказался от участия в мероприятии.

## Реакция
- Российская «Новая газета» резко раскритиковала «чумовой парад», отметив редкость проведения парадов 9 мая и назвав парад 3 июля в день освобождения Минска от немецких войск «главной помпезной игрушкой Лукашенко»[7].
- Британская Би-би-си усмотрела в параде соперничество с президентом России Путиным[8].
- ВОЗ резко выступила против парада ещё на стадии его подготовки[9].